# Кастельвеккьо-ди-Рокка-Барбена
Кастельвеккьо-ди-Рокка-Барбена (итал. Castelvecchio di Rocca Barbena) — коммуна в Италии, располагается в регионе Лигурия, в провинции Савона.
Население составляет 192 человека (2008 г.), плотность населения составляет 12 чел./км². Занимает площадь 17 км². Почтовый индекс — 17034. Телефонный код — 0182.
В коммуне 15 августа особо празднуется Успение Пресвятой Богородицы.

## Демография
Динамика населения:

## Администрация коммуны
- Официальный сайт: https://web.archive.org/web/20100425153329/http://www.comunecastelvecchiodirb.net/